# Église orthodoxe éthiopienne

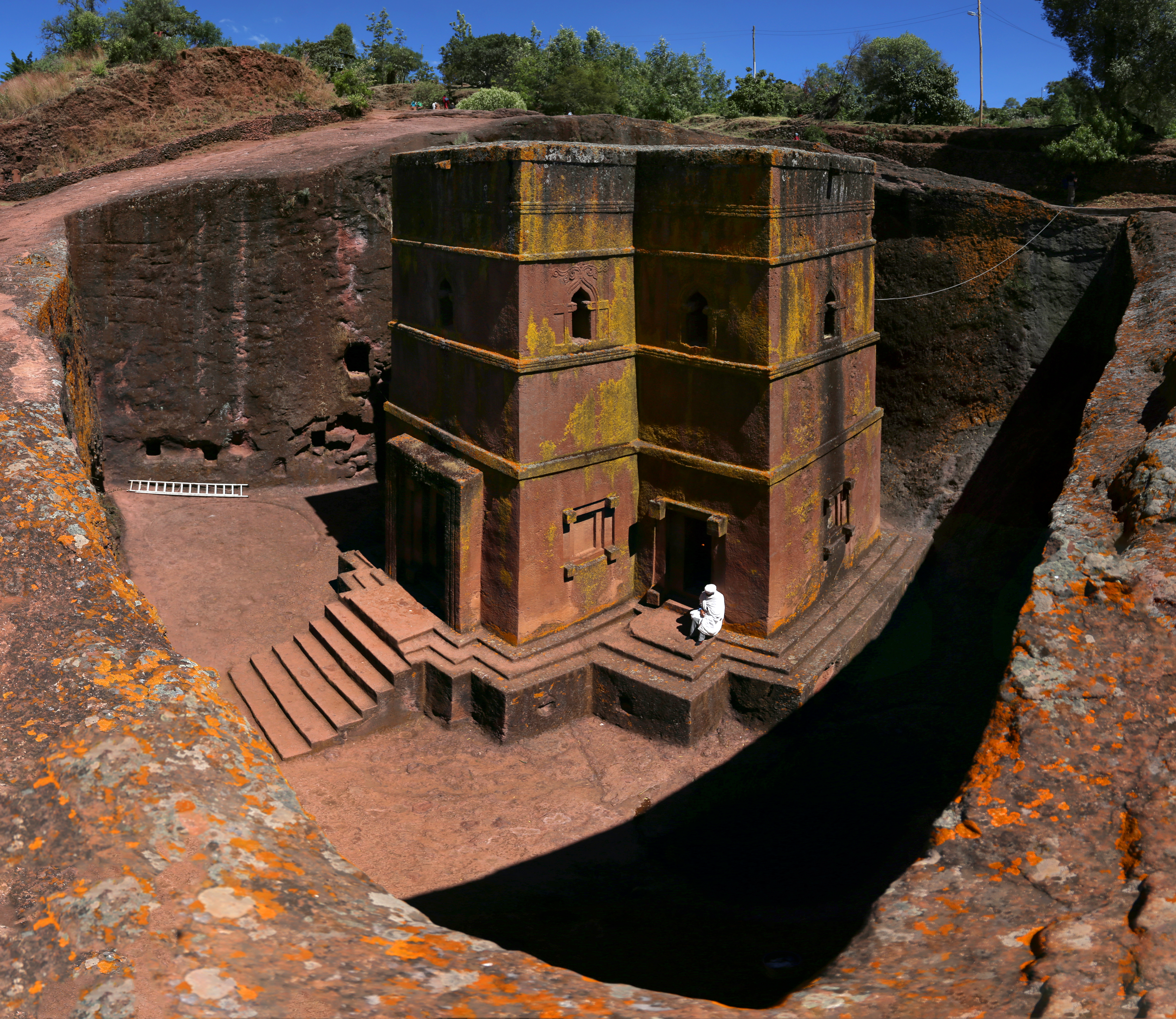
Église Saint-Georges à Lalibela.

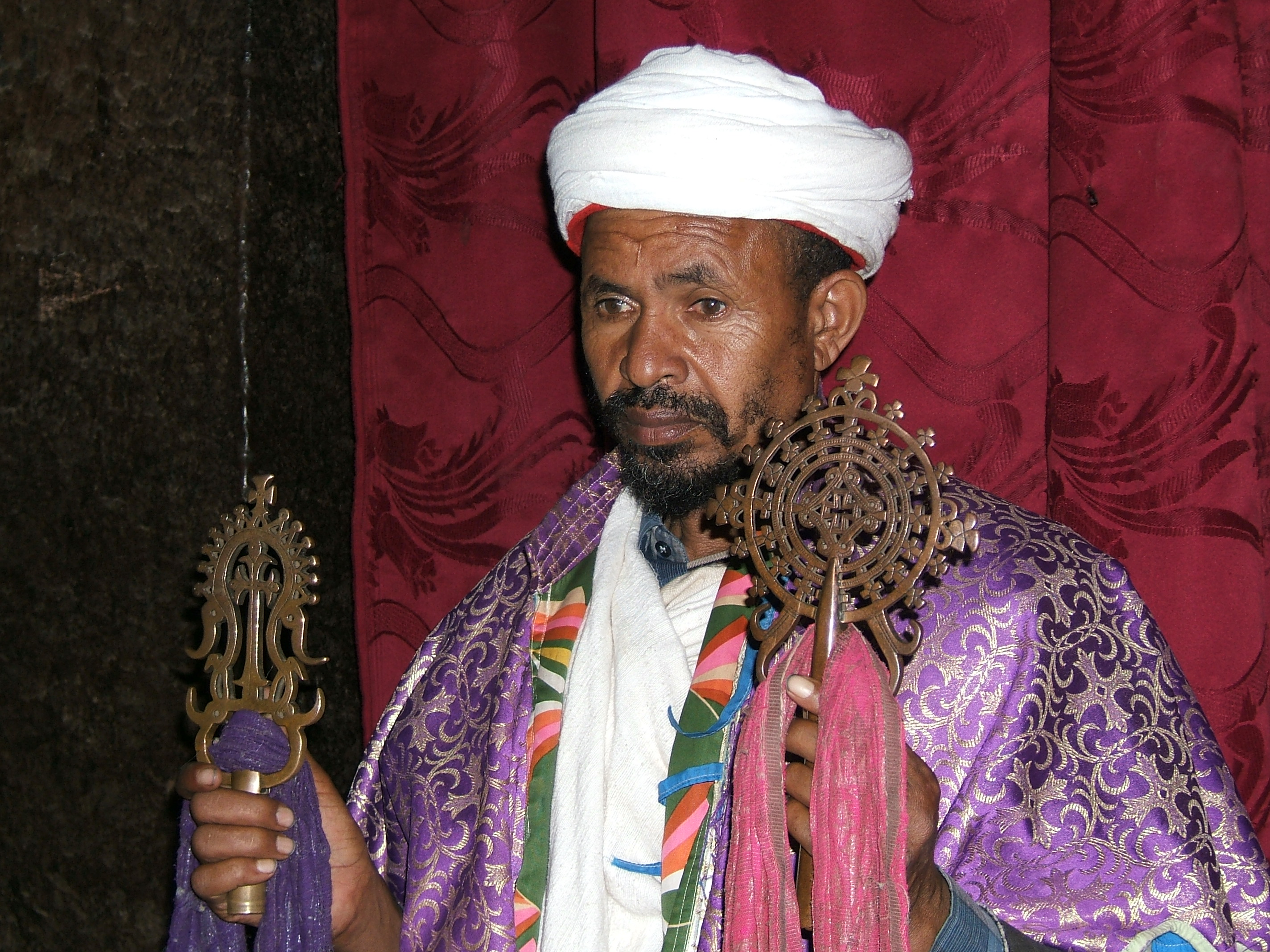
Religieux éthiopien à Lalibela.

Cette page contient des caractères éthiopiques. En cas de problème, consultez Aide:Unicode ou testez votre navigateur.
L'Église orthodoxe tewahedo éthiopienne (amharique : የኢትዮጵያ ኦርቶዶክስ ተዋሕዶ ቤተ ክርስቲያን (yäItyop'ya ortodoks tewahedo bétä krestiyan) ) est une dénomination établie en Éthiopie, autocéphale depuis 1951, qui fait partie de l'ensemble formé par les Églises des trois conciles. Il s'agit de l'une des plus anciennes églises chrétiennes du monde, constituée vers le IVe siècle.
Elle emploie le rite guèze. Son chef porte le titre de patriarche et catholicos d'Éthiopie, itchégué du siège de Takla Haïmanot et archevêque d'Aksoum, et réside à Addis-Abeba. Le titulaire actuel est l'abouna Mathias, élu le 28 février 2013, qui a succédé à l'abouna Paulos.
L'Église orthodoxe éthiopienne a été assez isolée du reste du monde chrétien entre les IIIe et IVe siècles, et a développé une spiritualité, une théologie et des usages liturgiques particuliers, marqués par l'Ancien Testament.

## Histoire

### Fondation
L'Église éthiopienne orthodoxe est une des premières Églises chrétiennes du continent africain. Plusieurs versions ont existé quant à l'introduction du christianisme en Éthiopie. La plus ancienne mention est celle du baptême d'un eunuque étant au service de la reine Candace par le diacre Philippe au Ier siècle. Cependant rien ne prouve que cela ait eu des conséquences en Éthiopie même à cette époque. Une autre version, tirée d'un texte apocryphe, fait intervenir saint Matthieu lui-même qui serait venu baptiser un roi axoumite et y aurait connu le martyre.
Toutefois, la version la plus vraisemblable renvoie au rôle de Frumence au IVe siècle. Sa présence auprès du roi Ezana aurait permis au christianisme de devenir religion officielle du royaume d'Aksoum vers 332,. Après sa création dans le royaume d'Aksoum, le christianisme s'étend vers l'ouest et le sud. Saint Pacôme, considéré comme le fondateur du cénobitisme, était un moine-ermite copte de Haute-Égypte. Sa règle (première règle monastique cénobitique) fut écrite en copte à la fin du IVe siècle.

### Une Église des trois conciles
L'Église d'Éthiopie est l'une des Églises d'orient de théologie miaphysite ayant rejeté les dogmes établis lors du concile de Chalcédoine (451).
Au VIIe siècle, les conquêtes musulmanes et l'installation de plusieurs sultanats dans la Corne de l'Afrique l'isolent partiellement du reste du monde chrétien. C'est la source du mythe du royaume du prêtre Jean.
À partir du XIIIe siècle, avec la prise de pouvoir par la dynastie salomonide, l'Église connaît une période de renouveau théologique et de renforcement de ses positions. Elle diffuse la religion dans le pays, y instaure un système éducatif, et poursuit le développement liturgique et artistique débuté sous les précédents régimes. Au XVIe siècle, avec la guerre contre le sultanat d'Adal, le christianisme éthiopien est sur le point de s'effondrer avec le Royaume, comme disparaît alors le christianisme en Nubie. C'est en partie l'arrivée de soldats portugais qui lui permet de survivre. Les missionnaires qui les accompagnaient sont expulsés du pays en 1632 après avoir tenté de convertir le pays au catholicisme.
Sous les règnes de Yohannes IV et Menelik II, l'Église trouve de forts soutiens politiques, le premier tente de minimiser la présence de missionnaires étrangers tandis que le second profite des conquêtes menées pour encourager en même temps des campagnes de christianisation.

### L'autonomie
À partir de 1926, l'Église entreprend une marche vers l'autonomie vis-à-vis du patriarcat d'Alexandrie et en 1951, elle devient officiellement autocéphale.
Jusqu'en 1959, le dirigeant de l'Église d'Éthiopie était un moine égyptien nommé archevêque (abouna) par le patriarche copte d'Alexandrie. Le terme « Église copte d'Éthiopie » était donc couramment utilisé, mais cette dénomination tend à disparaître depuis 1959.
En 1948, un agrément entre les Églises d'Égypte et d'Éthiopie a mis en place un régime d'autocéphalie, les évêques éthiopiens obtenant le droit d'élire leur propre patriarche pour le remplacement futur de l'archevêque en poste. En 1959, le premier patriarche éthiopien, l'abouna Basilios, fut désigné et obtint une dernière fois la validation du patriarche d'Alexandrie, Cyrille VI.
En 1965, la conférence des Églises orthodoxes orientales d'Addis-Abeba réunit pour la première fois les Églises orthodoxes orientales. En avril 2008, Addis-Abéba reçoit la visite du patriarche copte Chenouda III.
Entre 1974 et 1991, sous la direction de la junte militaire léniniste-marxiste du Derg, le christianisme éthiopien orthodoxe perd son statut de religion d'État et son influence politique est diminuée. Depuis 1991, sous la direction du Front démocratique révolutionnaire du peuple éthiopien, l'Éthiopie reste un État laïc mais l'Église maintient une certaine influence ; elle doit faire face à l'arrivée de missionnaires évangéliques et à la montée d'un islam radical dans la Corne de l'Afrique.

### Patriarches célèbres
- Abouna Mattewos (mort en 1926).
- Abouna Pétros : martyr tué par les Italiens en 1936. Une statue a été érigée à sa mémoire à Addis-Abeba.
- Abouna Basilios : premier patriarche originaire d'Éthiopie (1951).

## Doctrine

### Canon biblique
L'Église orthodoxe éthiopienne a, de toutes les Églises chrétiennes, le canon biblique le plus large, qui inclut notamment la Première épître de Clément, l'Ascension d'Isaïe, le Livre des Jubilés et le Livre d'Hénoch.

## Culte

### Calendrier liturgique
L'Église orthodoxe éthiopienne utilise un calendrier liturgique qui a la particularité de combiner des fêtes annuelles et des fêtes mensuelles (le 7 de chaque mois est célébrée la Trinité, le 12, saint Michel archange, le 16, la « promesse de miséricorde » - kidane mehret, ኪዳነ ምሕረት - promesses de Dieu à Marie concernant le salut des croyants -, le 21, l'Assomption de Marie, le 27, la mort du Seigneur, le 29, la naissance du Seigneur). 
Plusieurs temps du calendrier liturgique sont associés à des pratiques d'abstinence et de jeûne suivies strictement par beaucoup de fidèles, pour un total d'au moins 180 jours obligatoires (un seul repas par jour, sans viande ni œufs ni produits laitiers, et pour la majorité des fidèles, sans poisson, que certains tolèrent).

## Arts
Le chant liturgique éthiopien est pratiqué au sein de l'Église orthodoxe éthiopienne.

### Églises rupestres d'Éthiopie
Trois sortes d'églises existent en Éthiopie:

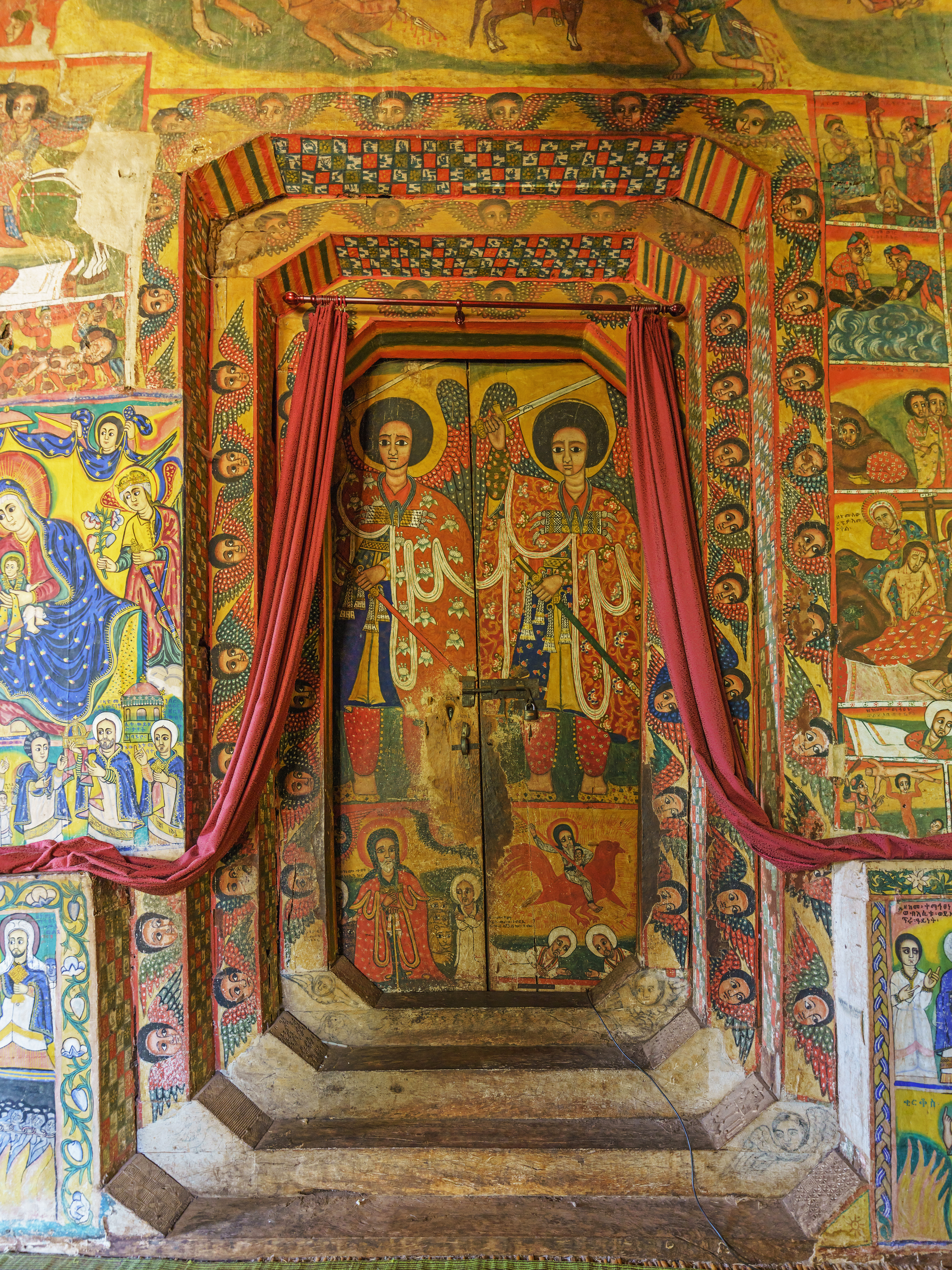
Peintures sur l'église Ura Kidane Mihret de confession orthodoxe éthiopienne près du lac Tana. Photo février 2018.

1.Églises de cavernes : construites en pierre ou en bois à l'intérieur de cavernes ou de voûte rocheuse
2.Églises hypogées (ou "souterraines" ou "troglodytes") : creusées dans l'épaisseur de falaises et ne laissant apparaître que peu d'éléments à l'air libre
3.Églises monolithes : sculptées dans un gros bloc de rocher.

## Organisation

### Hors d'Éthiopie
- Diocèse de Khartoum et de Nubie (Soudan)
- Diocèse de Djibouti et d'Afrique orientale
- Archidiocèse de Jérusalem et de Terre sainte
- Archidiocèse de Washington
- Archidiocèse de New York
- Archidiocèse de Berkeley (Californie)
- Diocèse du Canada (London, Ontario)
- Archidiocèse des Caraïbes et d'Amérique latine
- Archidiocèse d'Europe occidentale

## Dissidences

### Synode alternatif en exil
Après la chute du régime du Derg en 1991 et l'installation de nouvelles autorités, l’abouna Merkorios abdiqua. L'Église procéda alors à l'élection d'un nouveau patriarche, l’abouna Paulos. Merkorios partit s'installer à l'étranger, d'abord au Kenya puis aux États-Unis, et annonça que son abdication avait eu lieu sous la contrainte et qu'il était toujours le patriarche légitime de l'Église d'Éthiopie. Plusieurs évêques qui l'avaient suivi en exil formèrent un synode alternatif.
En janvier 2007, treize nouveaux évêques ont été ordonnés par l'abouna Merkorios et par quatre autres évêques.
En juillet 2018, le premier ministre éthiopien Abiy Ahmed en visite aux États-Unis annonce un accord entre l’Église orthodoxe officielle dirigée par le patriarche Abune Mathias et les communautés chrétiennes de la diaspora fidèles au patriarche Abuna Merkorios. L'accord prévoit le retour du patriarche dans son pays où il sera hébergé dans une résidence réservée pour lui, et que désormais l’Église officielle et la diaspora ne formeront plus qu'un seul Synode.
Cette Église éthiopienne orthodoxe en exil est présente en Amérique du Nord et en Europe occidentale.

### Église orthodoxe éthiopienne de l'hémisphère occidental
Abba Yesehaq (en), archevêque de l'hémisphère occidental depuis 1979, ne reconnut pas non plus le nouveau patriarche et rompit la communion avec lui en 1992. Il fut suivi par un certain nombre de fidèles. En réponse, le synode officiel le suspendit et créa trois nouvelles juridictions pour les communautés hors d'Éthiopie (archidiocèse des États-Unis et du Canada, archidiocèse des Caraïbes et d'Amérique latine et archidiocèse d'Europe occidentale).
Abba Yesehaq déclara alors l'indépendance de l'archidiocèse orthodoxe éthiopien de l'hémisphère occidental. La nouvelle juridiction compte plusieurs paroisses et missions en Amérique du Nord, dans les Caraïbes, ainsi qu'en Afrique du Sud. Abba Yesehaq est décédé le 30 décembre 2005.

### Église érythréenne
Après l'accession de l'Érythrée à l'indépendance en 1993, la branche érythréenne de l'Église éthiopienne est devenue autonome sous le nom de Église orthodoxe érythréenne.

### Église orthodoxe tigréenne
Avec la guerre du Tigré, la rupture est consommée en février 2022 entre les tigréens de Mekele et les amharas d'Addis-Abeba. Le schisme devient définitif après la consécration en juillet 2023 de dix nouveaux évêques.

## Relations avec les autres Églises
L'Église éthiopienne est en intercommunion avec les autres Églises orthodoxes orientales, non chalcédoniennes. Elle est membre du Conseil œcuménique des Églises depuis sa fondation en 1948.

### Dialogue avec l’Église catholique
Du temps de la monarchie, l'empereur Haïlé Sellassié Ier, en tant que chef de l'Église d'Éthiopie, a rencontré à plusieurs reprises différents souverains pontifes (Pie XI le reçut au Vatican en 1924, alors qu'il était régent de l'Empire, et Paul VI le rencontra à Genève en 1969, puis le reçut au Saint-Siège l'année suivante), assurant ainsi personnellement le dialogue entre les deux institutions.
Le 11 juin 1993 une rencontre entre le patriarche de l'Église d'Éthiopie, l’abouna Paulos, et le pape Jean-Paul II eut lieu à Rome. Ils ont, à cette occasion, souligné la communion profonde qui existe entre les deux Églises :

« Nous partageons la même foi venue des Apôtres, les mêmes sacrements et le même ministère enraciné dans la succession apostolique. En effet, nous pouvons affirmer aujourd'hui que nous avons la même foi au Christ, alors que, pendant longtemps, elle a été entre nous une cause de division »

— Jean-Paul II, Encyclique Ut unum sint.
Depuis 2004, un dialogue régulier a lieu dans le cadre de la « Commission mixte internationale entre l’Église catholique et l’Église orthodoxe orientale ». Le 26 juin 2009, l’abouna Paulos a rencontré le pape Benoît XVI à Rome. Une délégation du Saint-Siège était présente, en 2012, aux funérailles de l’abouna Paulos. Le 29 février 2016, une rencontre entre le patriarche de l'Église d'Éthiopie, l’abouna Matthias, et le pape François se déroula à Rome.